# Karlovo
Karlovo er en by i det centrale Bulgarien, med et indbyggertal på cirka 21.339 (2024) indbyggere. Byen ligger i Plovdiv-provinsen og er fødeby for den bulgarske folkehelt og revolutionær Vasil Levski.